# Anthrobia whiteleyae
Anthrobia whiteleyae är en spindelart som beskrevs av Miller 2005. Anthrobia whiteleyae ingår i släktet Anthrobia och familjen täckvävarspindlar. Inga underarter finns listade i Catalogue of Life.